# Briel-sur-Barse
Briel-sur-Barse és un municipi francès situat al departament de l'Aube i a la regió del Gran Est. L'any 2007 tenia 183 habitants.

## Demografia

### Població
El 2007 la població de fet de Briel-sur-Barse era de 183 persones. Hi havia 73 famílies de les quals 13 eren unipersonals (9 homes vivint sols i 4 dones vivint soles), 17 parelles sense fills, 30 parelles amb fills i 13 famílies monoparentals amb fills.
La població ha evolucionat segons el següent gràfic:
Habitants censats

### Habitatges
El 2007 hi havia 87 habitatges, 77 eren l'habitatge principal de la família, 5 eren segones residències i 4 estaven desocupats. 83 eren cases i 2 eren apartaments. Dels 77 habitatges principals, 66 estaven ocupats pels seus propietaris, 9 estaven llogats i ocupats pels llogaters i 2 estaven cedits a títol gratuït; 3 tenien dues cambres, 13 en tenien tres, 19 en tenien quatre i 41 en tenien cinc o més. 66 habitatges disposaven pel capbaix d'una plaça de pàrquing. A 30 habitatges hi havia un automòbil i a 42 n'hi havia dos o més.

### Piràmide de població
La piràmide de població per edats i sexe el 2009 era:
| Homes | Edats   | Dones |
| ----- | ------- | ----- |
| 0     | 95 o +  | 0     |
| 0     | 90 a 94 | 0     |
| 0     | 85 a 89 | 0     |
| 0     | 80 a 84 | 0     |
| 4     | 75 a 79 | 8     |
| 0     | 70 a 74 | 0     |
| 8     | 65 a 69 | 4     |
| 0     | 60 a 64 | 8     |
| 0     | 55 a 59 | 0     |
| 8     | 50 a 54 | 8     |
| 4     | 45 a 49 | 4     |
| 20    | 40 a 44 | 4     |
| 0     | 35 a 39 | 16    |
| 0     | 30 a 34 | 4     |
| 4     | 25 a 29 | 0     |
| 4     | 20 a 24 | 4     |
| 0     | 15 a 19 | 12    |
| 8     | 10 a 14 | 12    |
| 12    | 5 a 9   | 0     |
| 0     | 0 a 4   | 4     |

## Economia
El 2007 la població en edat de treballar era de 115 persones, 92 eren actives i 23 eren inactives. De les 92 persones actives 87 estaven ocupades (45 homes i 42 dones) i 5 estaven aturades (1 home i 4 dones). De les 23 persones inactives 8 estaven jubilades, 9 estaven estudiant i 6 estaven classificades com a «altres inactius».

### Ingressos
El 2009 a Briel-sur-Barse hi havia 84 unitats fiscals que integraven 225 persones, la mediana anual d'ingressos fiscals per persona era de 19.180 €.

### Activitats econòmiques
Dels 6 establiments que hi havia el 2007, 1 era d'una empresa de fabricació d'altres productes industrials, 4 d'empreses de construcció i 1 d'una empresa immobiliària.
Els 4 serveis als particulars que hi havia el 2009 eren fusteries.
L'any 2000 a Briel-sur-Barse hi havia 6 explotacions agrícoles.

## Poblacions més properes
El següent diagrama mostra les poblacions més properes.